# Janne Saarinen
Janne Saarinen (né le 28 février 1977 à Espoo en Finlande) est un joueur de football finlandais.

## Carrière
- 1993-1996 : HJK Helsinki  Finlande
- 1997-1998 : IFK Göteborg  Suède
- 1999-2000 : HJK Helsinki  Finlande
- 2001-2003 : Rosenborg BK  Norvège
- 2003-2004 : TSV Munich 1860  Allemagne
- 2004-2006 : FC Copenhague  Danemark
- 2006-2008 : FC Honka  Finlande
- 2008-2009 : BK Häcken  Suède
- 2010 : HJK Helsinki  Finlande

## Palmarès
HJK Helsinki
- Championnat de Finlande
  - Champion (1) : 2010
- Coupe de Finlande
  - Vainqueur (3) : 1993, 1996, 2000
- Coupe de la Ligue de Finlande
  - Vainqueur (2) : 1994, 1996

 Rosenborg BK
- Championnat de Norvège
  - Champion (2) : 2001, 2002

 FC Copenhague
- Royal League
  - Vainqueur (1) : 2005
- Championnat du Danemark
  - Champion (1) : 2006